# Большаков, Вадим Иванович (депутат)
Вадим Иванович Большаков (17 июля 1930 года, город Павлово, Горьковский край, РСФСР, СССР — 23 июля 2020) — советский и российский учёный, политический деятель, депутат Государственной Думы ФС РФ первого созыва (1993—1995), кандидат исторических наук.

## Биография
В 1952 году получил высшее образование по специальности «учитель истории» на историко-филологическом факультете Кишиневского государственного университета. С 1952 по 1961 год работал в городе Тирасполь учителем средней школы, заведующим учебной частью. В 1964 году закончил аспирантуру, защитил диссертацию на соискание учёной степени кандидата исторических наук. С 1965 по 1983 год работал в Кишинёвском государственном университете преподавателем, доцентом. С 1984 по 1993 год работал в Высшей комсомольской школе Центрального комитета ВЛКСМ: с 1984 по 1989 год — заведующим кафедрой, с 1990 по 1993 год — доцентом кафедры политической философии и социологии.
В 1993 году был избран депутатом Государственной думы Федерального Собрания Российской Федерации первого созыва. В Государственной думе был членом комитета по информационной политике и связи, входил во фракцию Либерально-демократической партии России.